# Osvětimské album

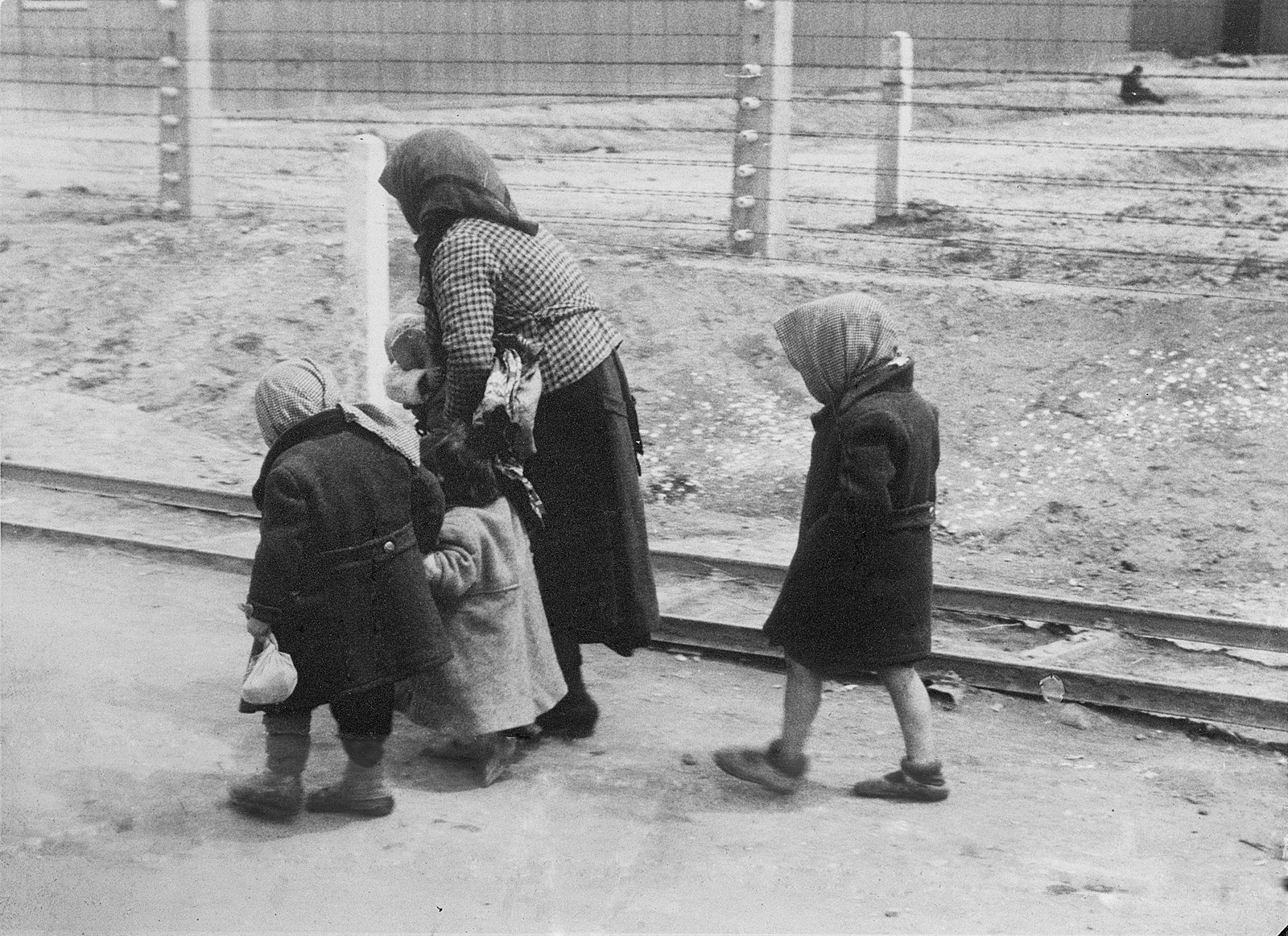
Žena se svými dětmi

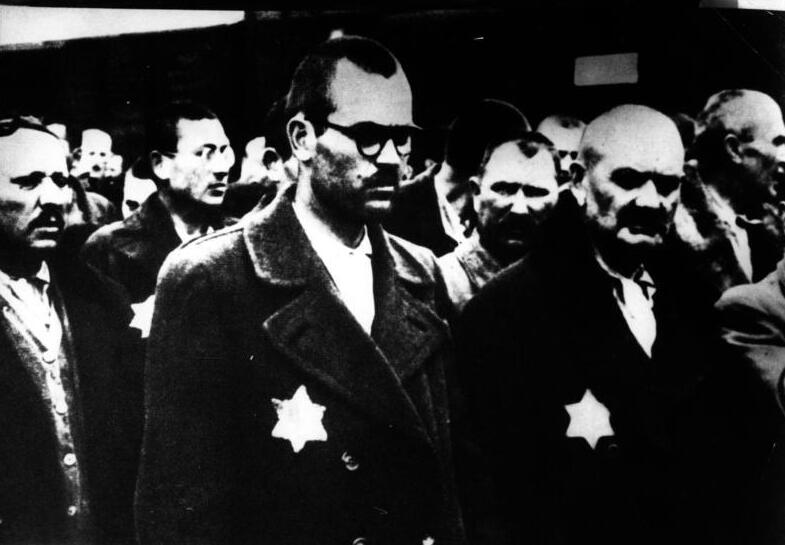
Selekce nově příchozích Židů na rampě smrti

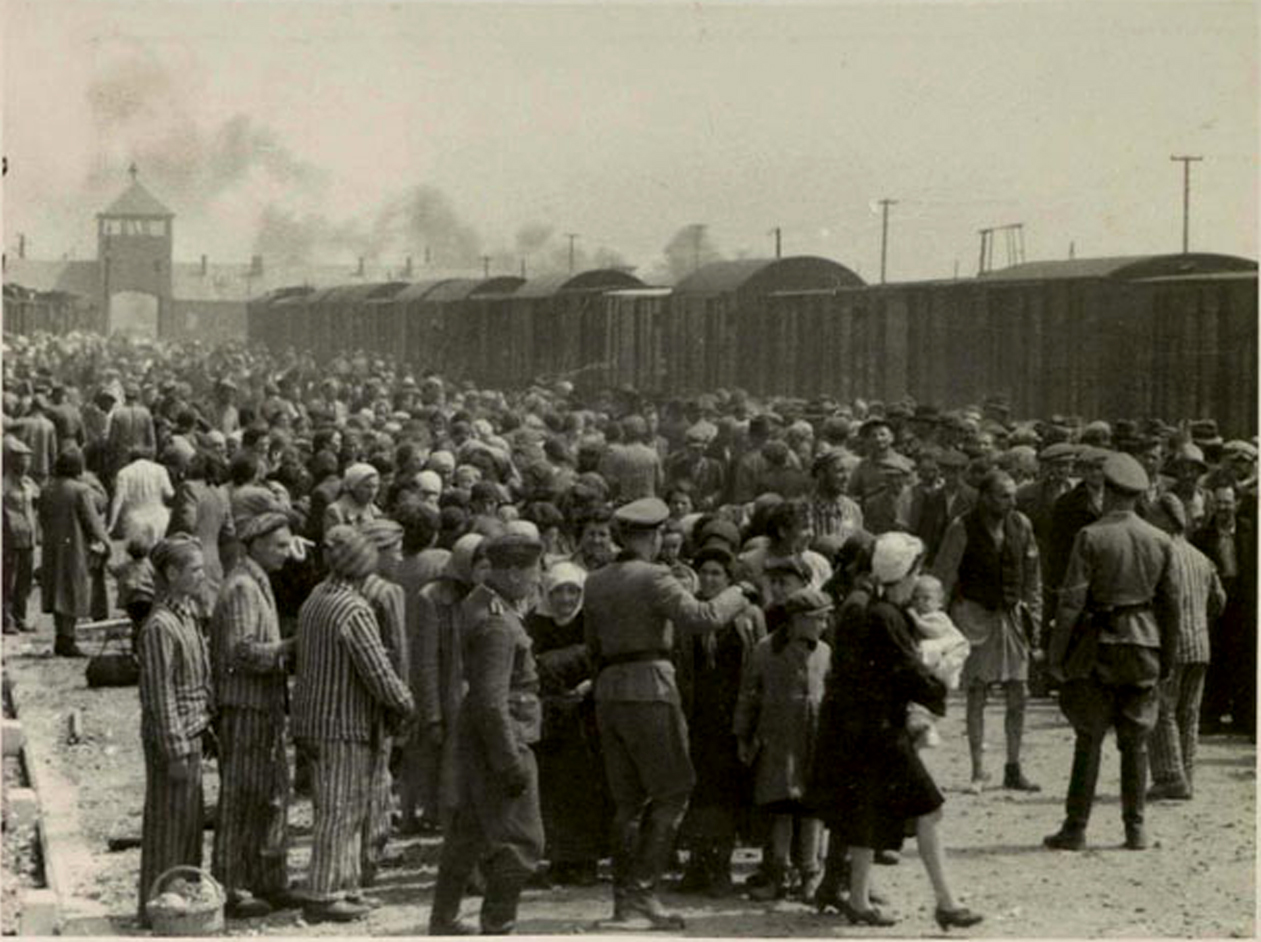
Maďarští Židé na Židovské rampě po vystoupení z vlaků, květen 1944

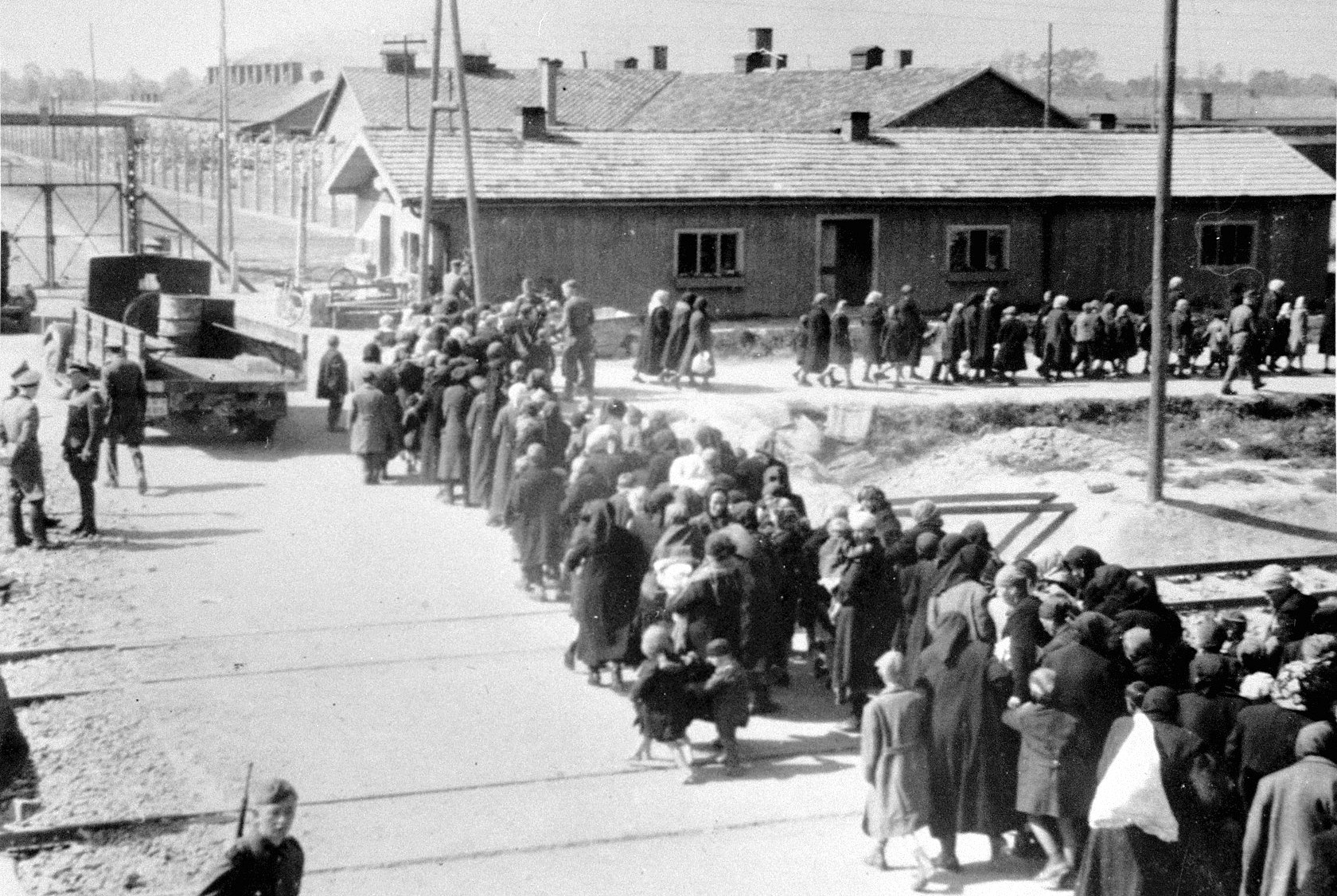
Nic netušící Židé jdoucí k plynovým komorám poblíž krematorií II a III, 27. května 1944. Fotografie dokumentuje příjezd Židů z jiného gheta do Birkenau.

Osvětimské album (německy Auschwitz Album) je jedinečný fotografický záznam holocaustu z druhé světové války. Sbírka fotografií pořízených v rámci nacistického německého tábora smrti je jediným dochovaným obrazovým důkazem o vyhlazovacím procesu uvnitř koncentračního tábora Osvětim (s výjimkou tří dalších fotografií pořízených vězni, které byly zveřejněny zvláštním komandem).

## Historie
Totožnost autora fotografií nebyla nikdy zjištěna. Mohl jím být buď Ernst Hoffmann, nebo Bernhard Walter, oba dva muži z oddílu SS zodpovědní za snímání otisků prstů a fotografování identifikačních podobenek těch vězňů, kteří nebyli vybráni pro „vyhlazení“.
S výjimkou tří snímků pořízených zvláštním komandem je toto Osvětimské album jediným dochovaným fotografickým důkazem o vnitřním fungování koncentračního tábora Osvětim.
Album má 56 stran a obsahuje 193 fotografií. Původně v něm bylo fotografií více, ale před tím, než bylo darováno muzeu holocaustu v Izraeli v Yad Vashem, dostali některé z fotografií pozůstalí, kteří na nich poznali své příbuzné a přátele.
Obrázky dokumentují proces nově příchozích maďarských Židů na začátku léta roku 1944. Dokumentují vystupování židovských vězňů z vlaku, následující selekce, prováděné lékaři SS a dozorci v táboře, při kterém se oddělí ty, kteří byli považováni za vhodné k práci od těch, kteří měli být posláni do plynových komor. Fotograf zaznamenal skupiny lidí vybraných pro práci, a také ty, kteří byli vybráni na smrt. Fotograf také dokumentoval způsob fungování zóny zvané Kanada, kde byl tříděn ukořistěný osobní majetek vězňů, před odesláním do Německa.
To, že album přežilo válku je pozoruhodné, vzhledem k značnému úsilí ze strany nacistů, aby vše zůstalo utajeno.

## Podobná fotografická alba
Historicky srovnatelným albem je snad pouze album fotografií Koncentračního tábora Sachsenhausen velitele Karla Otty Kocha s 500 snímky, 200 z toho úhledně popsanými z doby vzniku tábora v roce 1936 a 1937 v Oranienburgu, pozdní objev v moskevském tajném archivu.
Další srovnání je možné se čtyřmi fotografiemi zveřejněnými Georgem Didi-Hubermanem v roce 2007. Pořídil je jeden vězeň uvnitř v táboře. S propašovaným fotoaparátem se podařilo v srpnu 1944 řeckému vězni Alexovi, který byl nucen pracovat na speciální příkazy Sonderkommanda, pořídit dokumenty kremační jámy a tři fotografie žen čekajících na vpuštění do krematoria V.